# Organette

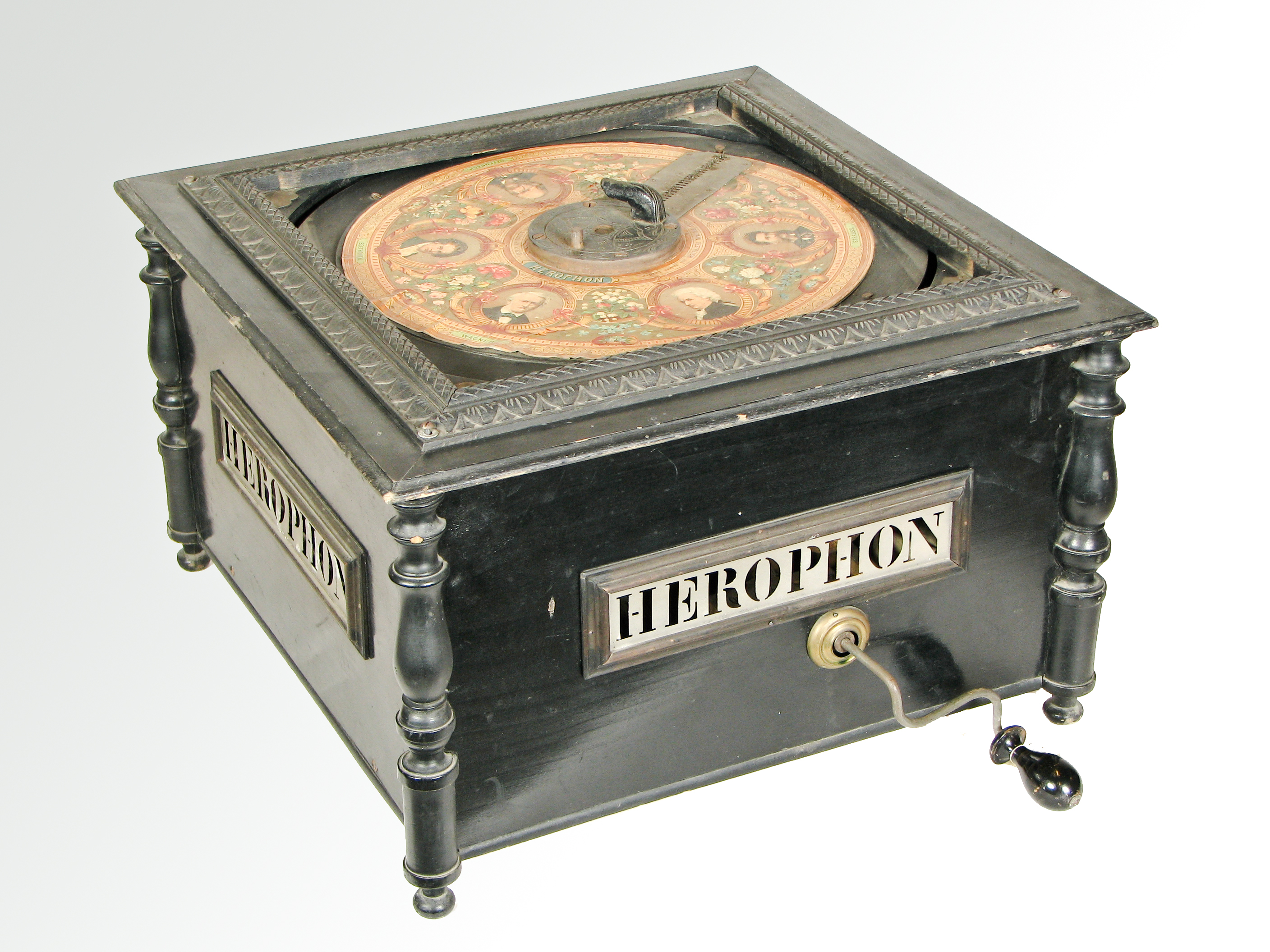
Organette tillverkad av Euphonika Musikwerke i Leipzig, Tyskland.(Musik- och teatermuseets instrumentsamling, objekt N244348.)

Organette är en typ av självspelande musikinstrument som fungerar ungefär som en tramporgel, ett så kallat harmonium, i miniatyr. Tonen alstras av fritungor som vibrerar när luft pressas igenom dem. En vev är kopplad till en bälg som förser fritungorna med luft och samtidigt driver avläsaren för musiken. Denna kan finnas på till exempel hålskivor av kartong eller metall, rullar med pappremsor, pappremsor i bokform, eller stiftvalsar av trä. 
Instrumenten tillverkades i mycket stort antal mellan 1870 och 1930 och det fanns över 550 modeller att välja bland. De flesta var relativt billiga i inköp och utbudet av musik var rikligt. En stor del av tillverkningen skedde i Leipzig i Tyskland och populära modeller hade namn som till exempel ”Ariston” och ”Manopan”.
Utan underhåll får instrumenten med tiden problem med läckande bälg och lufttillförseln blir då otillräcklig. Väl fungerande och med väl arrangerad musik kan de emellertid underhålla även idag.